# Matteo Gianazza
Matteo Gianazza (Legnano, 14 ottobre 1999) è un pallanuotista italiano, portiere dell’AN Brescia.

## Biografia
la passione per la pallanuoto è nata nella sua città Legnano per poi proseguire nel  Varese Olona nuoto fino ad arrivare alla Brescia Waterpolo nel 2016 e infine alla AN Brescia nel 2019.
Nella stagione agonistica 2020/2021 con la AN Brescia vince  il campionato italiano di serie A1. Lo stesso anno esordisce in LEN Champions League dove la squadra si classifica al terzo posto.

## Palmarès

### Club
- Campionato Italiano: 1º posto
- LEN Champions League: 3º posto